# Gmina Vrpolje
Gmina Vrpolje (chorw. Općina Vrpolje) – gmina w Chorwacji, w żupanii brodzko-posawskiej.

## Miejscowości i liczba mieszkańców (2011)
- Čajkovci – 639
- Stari Perkovci – 1123
- Vrpolje – 1759